# Distaplia tahihuero
Distaplia tahihuero är en sjöpungsart som beskrevs av Monniot 1987. Distaplia tahihuero ingår i släktet Distaplia och familjen Holozoidae. Inga underarter finns listade i Catalogue of Life.